# 中國—科特迪瓦關係
中國—科特迪瓦關係（法語：Relations entre la Chine et la Côte d'Ivoire），是指歷史上的中國和科特迪瓦，以至現在中華人民共和國與科特迪瓦共和國之間的雙邊關係。有指中國和科特迪瓦自明朝起便有交往。1960年科特迪瓦獨立後，中華民國在3年後與科特迪瓦建交並在科特迪瓦建立大使館，直至1983年科特迪瓦改為承認中華人民共和國並與其建交。

## 歷史

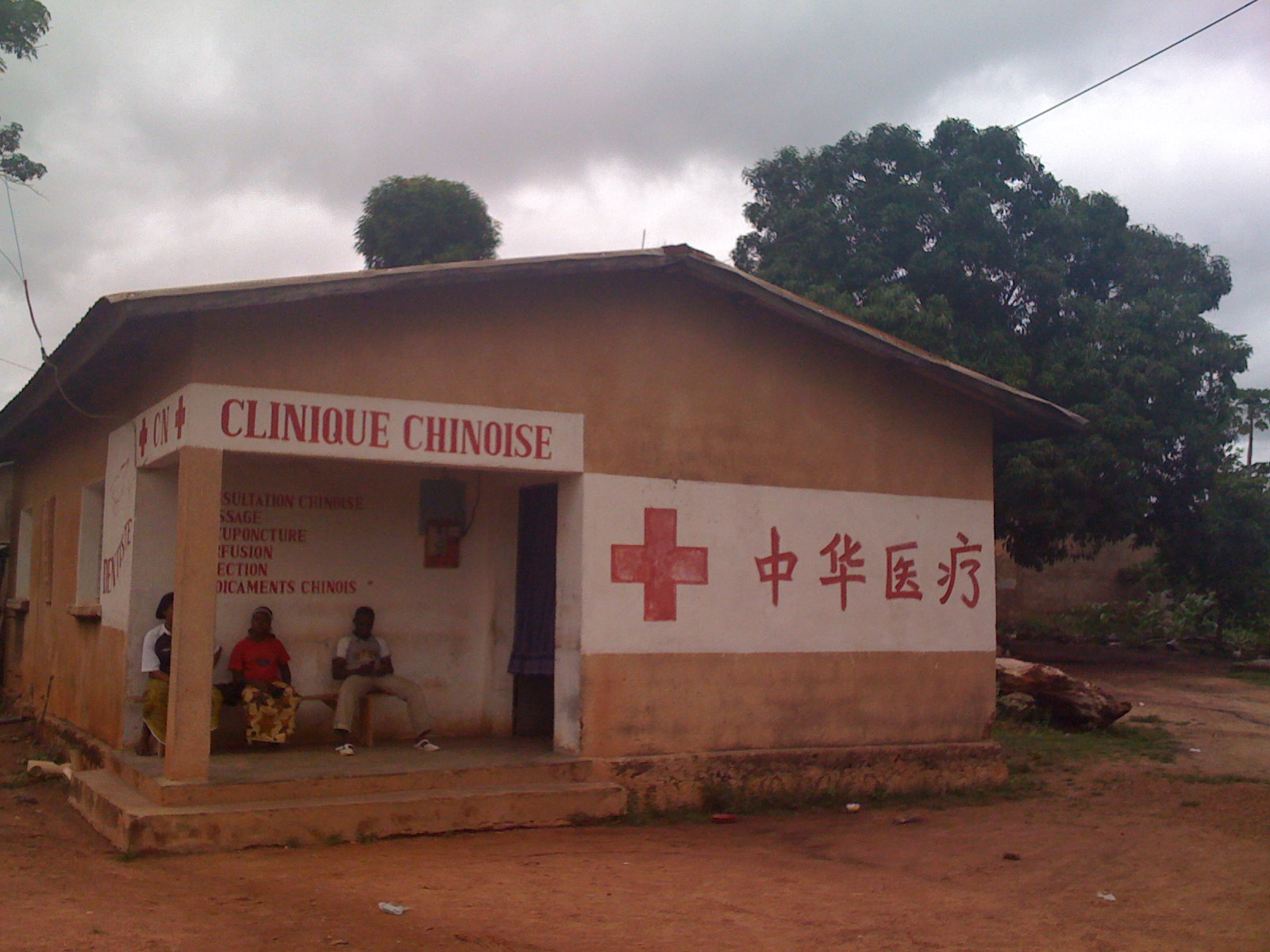
科特迪瓦中國非洲醫療站

有指中國和科特迪瓦自明朝起已有交往。據前英國皇家海軍潛水艇指揮官加文·孟席斯的《1421：中國發現世界》的臆測，鄭和下西洋時，其分船隊曾在今加納、科特迪瓦、利比里亞等國的西非海域一帶北上到達今塞內加爾一帶，但此說仍有爭議。
1960年，科特迪瓦脫離法國獨立，但在獨立首三年均沒有與中華人民共和國和當時已遷台的中華民國建交。直至1963年，時任中華民國駐土耳其大使館參事芮正皋（後曾在1968年至1983年任中華民國駐科特迪瓦大使）在時任科特迪瓦總督奈瑞的協助下，安排時任科特迪瓦總統費利克斯·烏弗埃-博瓦尼與其會晤，促成中華民國和科特迪瓦於同年建交。中華民國並在科特迪瓦建立大使館。
1975年4月，科特迪瓦政府曾考慮與中華人民共和國建交。1983年3月1日，時任中華人民共和國外交部部長吴学谦和時任科特迪瓦外交部長西梅翁·阿克簽訂建交公報，兩國於翌日建交。中華民國遂與科特迪瓦斷交，並撤退派駐當地的農耕隊。
自中華人民共和國和科特迪瓦建交以來，两国关系发展顺利。1992年，時任中華人民共和國主席楊尚昆訪問科特迪瓦，成為首位訪問科特迪瓦的中國國家元首。科特迪瓦方面，1996年7月，時任科特迪瓦總理达尼埃尔·卡布兰·敦坎訪華，成為首位訪華的科特迪瓦政府首腦。1997年5月，時任科特迪瓦總統亨利·科南·贝迪埃訪華，成為首位訪華的科特迪瓦國家元首。
2013年，時任科特迪瓦国民议会议长索罗·基格巴福里·纪尧姆访华。時任中華人民共和國全國人民代表大會常務委員會委員長張德江與其舉行會談，時任中華人民共和國副主席李源潮予以會見。

## 經貿關係
中華人民共和國與科特迪瓦自1986年起承包勞務合作。中国地质工程总公司、中国葛洲坝集团公司、中国水利水电建设股份有限公司等公司在科特迪瓦有經營業務。中華人民共和國和科特迪瓦亦曾分別於1984年和1996年簽署貿易協定。 中華人民共和國亦在1997年12月於科特迪瓦最大城市阿比讓建立中国投资开发贸易促进中心。
2022年，中科雙邊貿易額為44.6億美元，同比增長18.8%，其中中國出口34.9億美元，同比增長12.1%，進口9.7億美元，同比增長51.2%。中國主要出口化工產品、鋼材、建材等，進口農產品、錳礦石、木材等。

## 文化關係
1992年，中華人民共和國和科特迪瓦簽署文化協定。2004年10月，時任科特迪瓦文化部長玛兰·梅苏訪華，並出席在上海舉行的「世界文化政策论坛部长级年会」和率領藝術團參與上海宝山国际民间艺术节。2012年6月，時任科特迪瓦文化与法语国家事务部长莫里斯·夸库·班达曼訪華，出席中非合作论坛—文化部长论坛会议。2013年2月，中華人民共和國曾派出南京市藝術團到科特迪瓦表演，以慶祝中華人民共和國與科特迪瓦建交30周年。2015年，科特迪瓦首个孔子学院在该国费利克斯·乌弗埃-博瓦尼大学成立。
1985年，中華人民共和國開始接收科特迪瓦留學生，中華人民共和國和科特迪瓦亦曾分別在1994年、1998年和2002年簽訂《高教合作议定书》。

## 軍事關係
中華人民共和國曾向派駐科特迪瓦的聯合國維和部隊派出6名軍事觀察員。
中華人民共和國訪問科特迪瓦的最高級別軍官是曾任中華人民共和國中央軍事委員會副主席的遲浩田，他於2001年9月訪問科特迪瓦。而科特迪瓦訪問中華人民共和國的最高級別軍官是1994年任科特迪瓦國防部長的科南·科菲·莱昂和2007年任科特迪瓦國防部長的阿马尼·恩盖桑。
2014年5月，中國人民解放軍海軍第16批护航编队訪問阿比讓，為中國軍艦首次到訪科特迪瓦。

## 援助
中華人民共和國曾向科特迪瓦援建議員之家、劇院、農田水利工程、外交部會議廳、農村學校和醫院等項目。

## 外部連結
- 中华人民共和国驻科特迪瓦共和国大使馆官方网站（简体中文）（法文）
  - 中华人民共和国驻科特迪瓦共和国大使馆经济商务处官方网站（简体中文）
- 科特迪瓦驻华大使馆官方网站（法文）